# Liskovac
Liskovac är en ort i Bosnien och Hercegovina.   Den ligger i entiteten Federationen Bosnien och Hercegovina, i den nordvästra delen av landet, 240 km nordväst om huvudstaden Sarajevo. Liskovac ligger 387 meter över havet och antalet invånare är 1 670.
Terrängen runt Liskovac är kuperad åt nordost, men åt sydväst är den platt. Liskovac ligger uppe på en höjd. Runt Liskovac är det ganska tätbefolkat, med 93 invånare per kvadratkilometer.. Närmaste större samhälle är Cazin, 11,3 km sydost om Liskovac. 
Omgivningarna runt Liskovac är en mosaik av jordbruksmark och naturlig växtlighet.